# Andowiak Kalinowskiego
Andowiak Kalinowskiego (Thomasomys kalinowskii) – gatunek ssaka z podrodziny bawełniaków (Sigmodontinae) w obrębie rodziny chomikowatych (Cricetidae).

## Zasięg występowania
Andowiak Kalinowskiego występuje w Andach w środkowym Peru od Huánuco do Ayacucho.

## Taksonomia
Gatunek po raz pierwszy zgodnie z zasadami nazewnictwa binominalnego opisał w 1894 roku brytyjski zoolog Oldfield Thomas nadając mu nazwę Oryzomys Kalinowskii. Holotyp pochodził z doliny Vitoc, w regionie Junín, w Peru. 
Rewizja taksonomiczna jest konieczna ze względu na zróżnicowanie geograficzne między populacjami. Autorzy Illustrated Checklist of the Mammals of the World uznają ten takson za gatunek monotypowy.

### Etymologia
- Thomasomys: Oldfield Thomas (1858–1929), brytyjski zoolog, teriolog; gr. μυς mus, μυος muos „mysz”[7].
- kalinowskii: Jan Kalinowski (1857–1941), polski kolekcjoner z Ussurii (obecnie Kraj Nadmorski) w latach 1883–1885, Korei i Japonii w latach 1885–1888, zamieszkały w Peru latach 1889–1941[8].

## Morfologia
Długość ciała (bez ogona) 136–143 mm, długość ogona 155 mm, długość ucha 21–26 mm, długość tylnej stopy 28–35 mm; brak danych dotyczących masy ciała. 

## Ekologia
Zamieszkuje lasy górskie. Gatunek naziemny.

## Populacja
Mogą być lokalnie pospolite, ale ich liczba maleje.

## Zagrożenia
Główne zagrożenia to wylesianie, fragmentacja siedliska, i rolnictwo.